# Il ribelle d'Irlanda
Il ribelle d'Irlanda (Captain Lightfoot) è un film del 1955 diretto da Douglas Sirk.
È un film drammatico avventuroso a sfondo romantico statunitense ambientato in Irlanda nel 1815. Vede come interpreti principali Rock Hudson, Barbara Rush, Kathleen Ryan e Jeff Morrow. È basato sul romanzo del 1954 Captain Lightfoot di W. R. Burnett.

## Trama
Nella Dublino del 1815 si svolge la tenace lotta degli irriducibili ribelli irlandesi contro il governo inglese.
John Doherty capeggia la rivolta finanziandola con gli utili provenienti dalla casa da gioco che gestisce insieme alla figlia Aga.
Ferito durante un'azione di guerriglia, Doherty affida il comando dei suoi uomini al suo amico Martin, da tutti conosciuto come Capitan piè veloce, ma intanto viene arrestato dalle forze governative. Proprio mentre tenta di far evadere il suo amico, anche Martin viene arrestato e finisce nella fortezza di Ballymore. Interviene a questo punto Aga, che cerca di favorire la fuga di Martin perché ne è innamorata, mentre suo padre è riuscito a liberarsi da solo. I ribelli di Ballymore, sotto la spinta di Aga e l'aiuto determinante di Doherty (pur ancora sofferente per la ferita), entrano nella fortezza e restituiscono a Martin la libertà. Doherty può finalmente andare in Francia a curarsi, mentre Aga si ricongiunge con Martin.

## Produzione
Il film, diretto da Douglas Sirk su una sceneggiatura di W.R. Burnett e Oscar Brodney con il soggetto dello stesso Burnett (autore del romanzo), fu prodotto da Ross Hunter per la Universal International Pictures e girato nei villaggi di Clogherhead e Slane Castle, nel Powerscourt Estate a Enniskerry, nell'abbazia di Bective e nel sobborgo di Terenure nei pressi di Dublino, in Irlanda dal giugno all'agosto del 1954. Gli attori accreditati come "Lord Mount Charles" e "Lady Mount Charles", che interpretano in una piccola parte una coppia nobile, erano abitanti di Slane Castle.

## Distribuzione
Il film fu distribuito con il titolo Captain Lightfoot negli Stati Uniti dal 1955 (première a Chicago il 18 febbraio 1955) al cinema dalla Universal Pictures.
Altre distribuzioni:
- in Giappone il 30 marzo 1955
- in Germania Ovest il 5 agosto 1955 (Wenn die Ketten brechen)
- in Svezia il 22 agosto 1955 (Rebellen från Irland)
- in Francia il 31 agosto 1955 (Capitaine Mystère)
- in Austria il 9 settembre 1955 (Wenn die Ketten brechen)
- in Francia il 16 settembre 1955 (Paris)
- in Finlandia il 14 ottobre 1955 (Kaikki puolestasi)
- in Danimarca il 16 novembre 1955 (Lænkerne sprænges)
- in Belgio il 30 marzo 1956 (Capitaine mystère e De geheimzinnige kapitein)
- in Portogallo il 20 settembre 1956 (O Rebelde da Irlanda)
- in Turchia il 26 settembre 1956 (Esrarengiz Kaptan)
- in Argentina (El patriota)
- in Cile (El patriota)
- in Spagna (Orgullo de raza)
- in Brasile (Sangue Rebelde)
- in Grecia (To xespasma ton sklavomenon)
- in Italia (Il ribelle d'Irlanda)

## Critica
Secondo Alberto Castellano, «Sirk si tuffa con passione nel cinema d'avventura puro. E non risparmia nessuno degli ingredienti canonici del genere: assalti alla diligenza in stile westernm inseguimenti, appostamenti, sparatorie, fughe rocambolesche, cospirazioni, scazzottate, ubriacature, duelli».
Secondo il Morandini il film è «un agile e scattante film di avventure» che si rivela possedere tutti i connotati del genere con in più un «ritmo scanzonato» e un leggero velo di ironia. Secondo Leonard Maltin il film è una «piacevole e pittoresca avventura in costume (...) in un superbo Cinemascope».